# Matthias Lindner
Matthias Lindner (* 5. října 1965 Grimma) je bývalý německý fotbalista, obránce.

## Fotbalová kariéra
Ve východoněmecké oberlize hrál za 1. FC Lokomotive Leipzig, nastoupil ve 156 ligových utkáních a dal 18 gólů. S 1. FC Lokomotive Leipzig vyhrál v letech 1986 a 1987 východoněmecký fotbalový pohár. Za reprezentaci Východního Německa (NDR) nastoupil v letech 1987–1990 v 22 utkáních. Po sjednocení Německa hrál za VfB Leipzig, FC Carl Zeiss Jena a FC Sachsen Leipzig, nastoupil ve 31 bundesligových utkáních a dal 1 gól. V Poháru vítězů pohárů nastoupil v 10 utkáních a dal 2 góly a v Poháru UEFA nastoupil v 9 utkáních a dal 1 gól.

## Ligová bilance
| Ročník                                  | Zápasy | Góly | Klub                     |
| --------------------------------------- | ------ | ---- | ------------------------ |
| DDR-Oberliga 1982/83                    | 1      | 0    | 1. FC Lokomotive Leipzig |
| DDR-Oberliga 1983/84                    | 5      | 0    | 1. FC Lokomotive Leipzig |
| DDR-Oberliga 1984/85                    | 13     | 1    | 1. FC Lokomotive Leipzig |
| DDR-Oberliga 1985/86                    | 21     | 1    | 1. FC Lokomotive Leipzig |
| DDR-Oberliga 1986/87                    | 25     | 2    | 1. FC Lokomotive Leipzig |
| DDR-Oberliga 1987/88                    | 20     | 3    | 1. FC Lokomotive Leipzig |
| DDR-Oberliga 1988/89                    | 25     | 3    | 1. FC Lokomotive Leipzig |
| DDR-Oberliga 1989/90                    | 24     | 2    | 1. FC Lokomotive Leipzig |
| DDR-Oberliga 1990/91                    | 23     | 6    | 1. FC Lokomotive Leipzig |
| 2. německá fotbalová Bundesliga 1991/92 | 27     | 3    | VfB Leipzig              |
| 2. německá fotbalová Bundesliga 1992/93 | 46     | 3    | VfB Leipzig              |
| Německá fotbalová Bundesliga 1993/94    | 31     | 1    | VfB Leipzig              |
| 2. německá fotbalová Bundesliga 1994/95 | 26     | 0    | VfB Leipzig              |
| 2. německá fotbalová Bundesliga 1995/96 | 25     | 2    | VfB Leipzig              |
| 2. německá fotbalová Bundesliga 1996/97 | 19     | 2    | VfB Leipzig              |
| 2. německá fotbalová Bundesliga 1997/98 | 23     | 2    | FC Carl Zeiss Jena       |
| CELKEM DDR-Oberliga                     | 137    | 10   |                          |
| CELKEM Německá fotbalová Bundesliga     | 159    | 11   |                          |